# Jezersko (Eslovênia)
Jezersko (em alemão:  Seeland) é um município da Eslovênia. A sede do município fica na localidade de Zgornje Jezersko.